# クル・ズマ
- クルト・ズマ

クル・ハッピー・ズマ（Kurt Happy Zouma、1994年10月27日 - ）は、フランス・ローヌ県リヨン出身のサッカー選手。ウェストハム・ユナイテッドFC所属。フランス代表。ポジションはDF。

## クラブ経歴

### サンテティエンヌ
2009年からASサンテティエンヌのユースチームに所属し、2011年にトップチーム昇格した。8月31日、クープ・ドゥ・ラ・リーグのFCジロンダン・ボルドー戦でプロデビューを果たした。

### チェルシー
2014年1月31日、イングランドのチェルシーFCは獲得したと発表したが、シーズン終了まではASサンテティエンヌにレンタル移籍した。移籍金は1510万ユーロ（約21億円）前後とみられる。2014年のチェルシーのプレシーズンに参加し、7月27日の試合でチェルシー初得点を記録した。
2017年7月21日、チェルシーと新たに6年契約を締結し、シーズン終了までストーク・シティFCへレンタル移籍された。
2018年8月10日、シーズン終了までエヴァートンFCへレンタル移籍が発表された。エヴァートンでは対人での強さを発揮しポジションを掴み、シーズン終了後にはエヴァートンが買い取ると報じられていたが、レンタル元のチェルシーが補強禁止処分を受けて代わる戦力を獲得できない事情もあって復帰した。
2019-20シーズンはアンドレアス・クリステンセンとコンビを組むが、8月31日のシェフィールド・ユナイテッドFC戦で同点となるオウンゴールを献上したため、サポーターから批判を浴び人種差別を受けるなど不安定さを露呈。以降はフィカヨ・トモリとのローテーションが続いた。
2020-21シーズンは、主にチアゴ・シウバとセンターバックのコンビを組みディフェンスの主力に定着。中でも身体能力を活かした空中戦で強さを発揮し、CIES Football Observatoryの統計によれば、守備時における空中戦の勝率が96%を超え、ヨーロッパ主要リーグでトップの記録である。

### ウェストハム
2021年8月28日、ウェストハム・ユナイテッドFCと2025年夏までの契約を結んだ。2022年2月、ズマが飼い猫を虐待する動画が身内によって流出。動物保護団体などから批判が相次ぎ、ウェストハムはズマに25万ポンドの罰金処分を科した。またこの件を受けてアディダスはズマとのスポンサー契約を解除した。

## 代表経歴
フランス代表として各世代の代表を経験し、2011年にUEFA U-17欧州選手権、2011 FIFA U-17ワールドカップにも出場した。
2014年11月のUEFA EURO 2016予選でフランス代表に初招集されたが、2016年2月に膝の前十字靭帯を負傷し6か月の長期離脱を余儀なくされたため、地元フランスで開催されたUEFA EURO 2016への出場はかなわなかった。
2018年のロシアワールドカップでは予備登録メンバー11人の1人に選ばれるに留まり、大会出場はならなかった。
2019年6月11日、ズマはフランス代表で初めて先発出場し、その試合で全ての時間プレーするとともに、シニア代表での初ゴールを記録した。この試合は、UEFA欧州選手権2020予選で行われたアンドラ代表とのアウェー戦で、フランスが4-0で勝利した。

## 個人成績
2021年6月1日時点
| クラブ           | シーズン | リーグ         | リーグ戦 | リーグ戦 | カップ戦 | カップ戦 | リーグ杯 | リーグ杯 | 国際大会 | 国際大会 | その他 | その他 | 合計 | 合計 |
| クラブ           | シーズン | リーグ         | 出場     | 得点     | 出場     | 得点     | 出場     | 得点     | 出場     | 得点     | 出場   | 得点   | 出場 | 得点 |
| ---------------- | -------- | -------------- | -------- | -------- | -------- | -------- | -------- | -------- | -------- | -------- | ------ | ------ | ---- | ---- |
| サンテティエンヌ | 2011-12  | リーグ・アン   | 21       | 2        | 1        | 0        | 1        | 0        | -        | -        | 0      | 0      | 23   | 2    |
| サンテティエンヌ | 2012-13  | リーグ・アン   | 18       | 2        | 4        | 0        | 1        | 0        | -        | -        | 0      | 0      | 23   | 2    |
| サンテティエンヌ | 2013-14  | リーグ・アン   | 24       | 0        | 0        | 0        | 0        | 0        | 3        | 0        | 0      | 0      | 27   | 0    |
| サンテティエンヌ | 通算     | 通算           | 63       | 4        | 5        | 0        | 2        | 0        | 3        | 0        | 0      | 0      | 73   | 4    |
| チェルシー       | 2014-15  | プレミアリーグ | 15       | 0        | 2        | 1        | 5        | 1        | 4        | 0        | 0      | 0      | 26   | 2    |
| チェルシー       | 2015-16  | プレミアリーグ | 23       | 1        | 1        | 0        | 1        | 0        | 6        | 1        | 1      | 0      | 31   | 2    |
| チェルシー       | 2016-17  | プレミアリーグ | 9        | 0        | 4        | 0        | 0        | 0        | -        | -        | 0      | 0      | 13   | 0    |
| チェルシー       | 通算     | 通算           | 47       | 1        | 7        | 1        | 6        | 1        | 10       | 1        | 1      | 0      | 70   | 4    |
| ストーク         | 2017-18  | プレミアリーグ | 34       | 1        | 1        | 0        | 2        | 0        | -        | -        | 0      | 0      | 37   | 1    |
| ストーク         | 通算     | 通算           | 34       | 1        | 1        | 0        | 2        | 0        | -        | -        | 0      | 0      | 37   | 1    |
| エヴァートン     | 2018-19  | プレミアリーグ | 32       | 2        | 2        | 0        | 2        | 0        | -        | -        | 0      | 0      | 36   | 2    |
| エヴァートン     | 通算     | 通算           | 12       | 2        | 0        | 0        | 2        | 0        | -        | -        | 0      | 0      | 36   | 2    |
| チェルシー       | 2019-20  | プレミアリーグ | 28       | 0        | 5        | 0        | 2        | 1        | 7        | 0        | 1      | 0      | 43   | 1    |
| チェルシー       | 2020-21  | プレミアリーグ | 24       | 5        | 5        | 0        | 2        | 0        | 5        | 0        | 0      | 0      | 36   | 5    |
| チェルシー       | 通算     | 通算           | 52       | 5        | 10       | 0        | 4        | 1        | 13       | 0        | 1      | 0      | 79   | 6    |
| 総通算           | 総通算   | 総通算         | 208      | 13       | 23       | 1        | 16       | 1        | 26       | 1        | 2      | 0      | 295  | 17   |

| クラブ            | シーズン | リーグ | リーグ戦 | リーグ戦 | 合計 | 合計 |
| クラブ            | シーズン | リーグ | 出場     | 得点     | 出場 | 得点 |
| ----------------- | -------- | ------ | -------- | -------- | ---- | ---- |
| サンテティエンヌB | 2010-11  | CFA    | 7        | 1        | 7    | 1    |
| サンテティエンヌB | 2011-12  | CFA    | 2        | 1        | 2    | 1    |
| サンテティエンヌB | 2012-13  | CFA    | 1        | 0        | 1    | 0    |
| 総通算            | 総通算   | 総通算 | 10       | 2        | 10   | 2    |

## 代表歴

### 出場大会
- U-17フランス代表
  - 2011年 - UEFA U-17欧州選手権（5位）
  - 2011年 - FIFA U-17ワールドカップ（ベスト8）
- U-20フランス代表
  - 2013年 - FIFA U-20ワールドカップ（優勝）
- フランス代表
  - 2021年 - UEFA EURO 2020（ベスト16）

### 試合数
- 国際Aマッチ 11試合 1得点（2015年 - ）

| フランス代表 | 国際Aマッチ | 国際Aマッチ |
| 年           | 出場        | 得点        |
| ------------ | ----------- | ----------- |
| 2015         | 2           | 0           |
| 2018         | 1           | 0           |
| 2019         | 2           | 1           |
| 2020         | 2           | 0           |
| 2021         | 4           | 0           |
| 通算         | 11          | 1           |

## タイトル

### クラブ
ASサンテティエンヌ
- クープ・ドゥ・ラ・リーグ：1回 (2012–13)

チェルシーFC
- フットボールリーグカップ：1回 (2014-15)
- プレミアリーグ：2回 (2014-15, 2016-17)
- UEFAチャンピオンズリーグ：1回 (2020-21)
- UEFAスーパーカップ：1回 (2021)

### 代表
- FIFA U-20ワールドカップ (2013)

### 個人
- チェルシーFC年間最優秀新人賞：1回 (2014-15)